# Estadio Municipal de Riazor
Estadio Municipal de Riazor je fotbalový stadion ve španělské La Coruñi, v kraji Galicie a je domácím klubu Deportivo de La Coruña. Byl vystavěn v roce 1944 a pojme celkem 34 600 sedících diváků. Před rekonstrukcí byla kapacita stadionu mezi 40 000 — 45 000 diváky, ovšem nejen sedících. Stadion je ve správě města. Na stadionu se hrálo Mistrovství světa ve fotbale 1982.